# オイゲン・フォン・ショーベルト

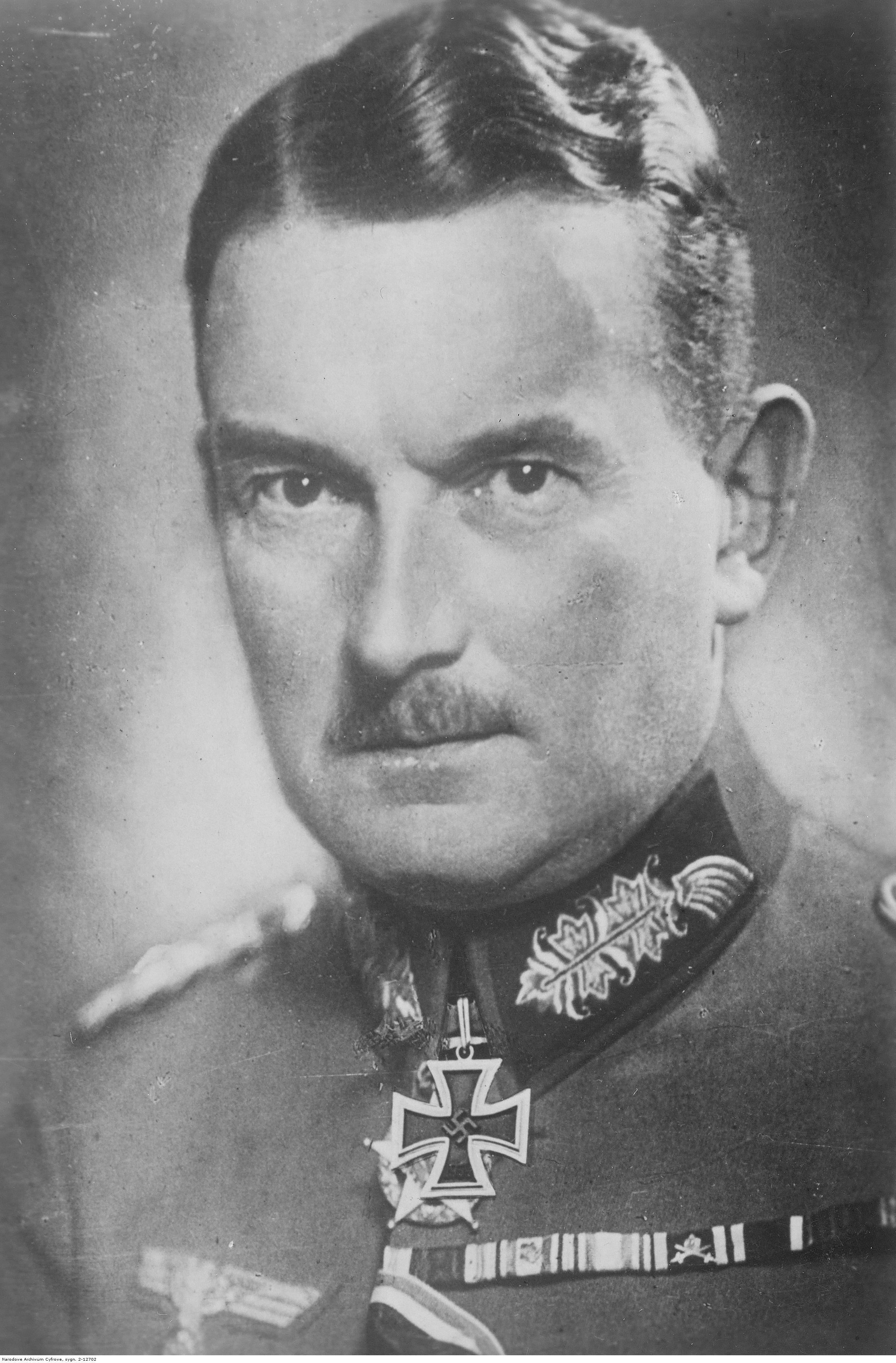
オイゲン・フォン・ショーベルト

オイゲン・ジークフリート・エーリヒ・リッター（騎士爵）・フォン・ショーベルト（Eugen Siegfried Erich Ritter von Schobert, 1883年3月13日 - 1941年9月12日）は、ドイツの陸軍軍人。最終階級は陸軍上級大将。

## 経歴
ヴュルツブルクにバイエルン王国軍少佐の息子として生まれる。1902年7月にバイエルン王国軍に入隊。1904年に少尉に格別の優秀な成績によりルイトポルト・フォン・バイエルン王太子に賞されて任官。第一次世界大戦では全期間を通じて西部戦線に従軍、塹壕戦や浸透戦術に格別の能力を示し、負傷すること数回。その功によりバイエルンの最高軍事勲章であるマックス・ヨーゼフ勲章　騎士章を受章し、騎士（Ritter）の称号を叙された。第一次世界大戦終了後もヴァイマル共和国軍に留まることができた。1929年にベルリンに転属となり、高級参謀教育を受ける。1933年12月に歩兵総監に就任。第17歩兵師団、第33歩兵師団長を経て、1938年2月に歩兵大将に昇進し、直後に第7軍団司令官に任命された。
1939年9月のポーランド侵攻時には南方軍集団に所属した第7軍団を指揮し、フランス侵攻時にもA軍集団の第16軍に所属した同軍団を指揮した。1940年6月29日に騎士鉄十字章を受章。1940年9月に第11軍の司令官に就任した。1941年6月のバルバロッサ作戦では第11軍は南方軍集団に所属した。
しかし、作戦偵察中に搭乗していたシュトルヒ偵察機がソ連軍の地雷原に墜落し、パイロット共々戦死した。1941年9月15日に葬儀が執り行われた。
フォン・ショーベルトはナチズムの信奉者として知られており、第11軍司令官当時にはソ連軍の政治将校や政治活動をする占領地の民間人を即時処刑するよう命じた「コミッサール指令」を下達している。